# Arisemus boxi
Arisemus boxi és una espècie d'insecte dípter pertanyent a la família dels psicòdids que es troba a Amèrica: Saint Lucia i Martinica.